# Aleksander Grawein
Aleksander Grawein (ur. 2 lipca 1850, zm. przed 7 sierpnia 1897 w Czerniowcach) – prawnik.

## Życiorys
Ukończył studia prawa uzyskując tytuł naukowy doktora. Został profesorem prawa cywilnego i prawa handlowego na Uniwersytecie w Czerniowcach. W 1883 na wniosek rządu rosyjskiego opracował opinię do projektu prawa wekslowego, po czym został odznaczony Orderem św. Anny III klasy.

## Publikacje
- Die Perfektion des Acceptes. Eine wechselrechtliche Untersuchung (1876)
- Verjährung und gesetzliche Befristung (1880)[1]